# Éliminatoires de la Coupe du monde de football 2018 : zone Afrique

Afrique • Europe • Amérique du Nord, Amérique centrale et Caraïbes
Amérique du Sud • Asie • Océanie

## Équipes engagées
Les 54 équipes de la CAF participent aux éliminatoires de la zone Afrique. Il y a 5 places qualificatives.
| Afrique du Sud | Djibouti           | Madagascar           | Seychelles    |
| Algérie        | Égypte             | Malawi               | Sierra Leone  |
| Angola         | Érythrée           | Mali                 | Somalie       |
| Bénin          | Éthiopie           | Maroc                | Soudan        |
| Botswana       | Gabon              | Maurice              | Soudan du Sud |
| Burkina Faso   | Gambie             | Mauritanie           | Eswatini      |
| Burundi        | Ghana              | Mozambique           | Tanzanie      |
| Cameroun       | Guinée             | Namibie              | Tchad         |
| Cap-Vert       | Guinée-Bissau      | Niger                | Togo          |
| Centrafrique   | Guinée équatoriale | Nigeria              | Tunisie       |
| Comores        | Kenya              | Ouganda              | Zambie        |
| Congo          | Lesotho            | Rwanda               | Zimbabwe*     |
| RD Congo       | Liberia            | Sao Tomé-et-Principe |               |
| Côte d'Ivoire  | Libye              | Sénégal              |               |

Le Tirage au sort du tournoi qualificatif africain pour la Coupe du monde de la FIFA 2018 s'est déroulé le 25 juillet à Saint-Pétersbourg, en Russie.
*Le Zimbabwe a été disqualifié pour dette (Non-paiement d'un entraîneur).

## Premier tour
Afin de ramener le nombre de pays participants à 40, le premier tour est organisé par élimination directe entre les 26 pays les moins bien classés à l'indice FIFA de juillet 2015. Les 26 équipes s'affrontent en matches à élimination directe par paire de matches aller-retour. Les matches ont eu lieu en octobre 2015.
| Match | Équipe 1             | Résultat | Équipe 2      | Aller | Retour |
| ----- | -------------------- | -------- | ------------- | ----- | ------ |
| 1     | Somalie              | 0 - 6    | Niger         | 0 - 2 | 0 - 4  |
| 2     | Soudan du Sud        | 1 - 5    | Mauritanie    | 1 - 1 | 0 - 4  |
| 3     | Gambie               | 2 - 3    | Namibie       | 1 - 1 | 1 - 2  |
| 4     | Sao Tomé-et-Principe | 1 - 3    | Éthiopie      | 1 - 0 | 0 - 3  |
| 5     | Tchad                | 2E - 2   | Sierra Leone  | 1 - 0 | 1 - 2  |
| 6     | Comores              | 1E - 1   | Lesotho       | 0 - 0 | 1 - 1  |
| 7     | Djibouti             | 1 - 8    | Eswatini      | 0 - 6 | 1 - 2  |
| 8     | Érythrée             | 1 - 5    | Botswana      | 0 - 2 | 1 - 3  |
| 9     | Seychelles           | 0 - 3    | Burundi       | 0 - 1 | 0 - 2  |
| 10    | Liberia              | 4 - 2    | Guinée-Bissau | 1 - 1 | 3 - 1  |
| 11    | Centrafrique         | 2 - 5    | Madagascar    | 0 - 3 | 2 - 2  |
| 12    | Maurice              | 2 - 5    | Kenya         | 2 - 5 | 0 - 0  |
| 13    | Tanzanie             | 2 - 1    | Malawi        | 2 - 0 | 0 - 1  |

### Détails des matchs
http://fr.fifa.com/worldcup/preliminaries/africa/index.html

## Deuxième tour
Les 13 vainqueurs du Tour 1 rejoignent les 27 autres équipes déjà qualifiées pour participer au 2e tour. Les 40 équipes s'affrontent en matches à élimination directe par paire de matches aller-retour.
Les rencontres se sont déroulées en novembre 2015.
| Match | Équipe 1   | Résultat       | Équipe 2           | Aller | Retour  |
| ----- | ---------- | -------------- | ------------------ | ----- | ------- |
| 14    | Niger      | 0 - 3          | Cameroun           | 0 - 3 | 0 - 0   |
| 15    | Mauritanie | 2 - 4          | Tunisie            | 1 - 2 | 1 - 2   |
| 16    | Namibie    | 0 - 3          | Guinée             | 0 - 1 | 0 - 2   |
| 17    | Éthiopie   | 4 - 6          | Congo              | 3 - 4 | 1 - 2   |
| 18    | Tchad      | 1 - 4          | Égypte             | 1 - 0 | 0 - 4   |
| 19    | Comores    | 0 - 2          | Ghana              | 0 - 0 | 0 - 2   |
| 20    | Eswatini   | 0 - 2          | Nigeria            | 0 - 0 | 0 - 2   |
| 21    | Botswana   | 2 - 3          | Mali               | 2 - 1 | 0 - 2   |
| 22    | Burundi    | 4 - 5          | RD Congo           | 2 - 3 | 2 - 2   |
| 23    | Liberia    | 0 - 4          | Côte d'Ivoire      | 0 - 1 | 0 - 3   |
| 24    | Madagascar | 2 - 5          | Sénégal            | 2 - 2 | 0 - 3   |
| 25    | Kenya      | 1 - 2          | Cap-Vert           | 1 - 0 | 0 - 2   |
| 26    | Tanzanie   | 2 - 9          | Algérie            | 2 - 2 | 0 - 7   |
| 27    | Soudan     | 0 - 3          | Zambie             | 0 - 1 | 0 - 2   |
| 28    | Libye      | 4 - 1          | Rwanda             | 1 - 0 | 3 - 1   |
| 29    | Maroc      | 2 - 1          | Guinée équatoriale | 2 - 0 | 0 - 1   |
| 30    | Mozambique | 1 - 1 (3-4tab) | Gabon              | 1 - 0 | 0 - 1ap |
| 31    | Bénin      | 2 - 3          | Burkina Faso       | 2 - 1 | 0 - 2   |
| 32    | Togo       | 0 - 4          | Ouganda            | 0 - 1 | 0 - 3   |
| 33    | Angola     | 2 - 3          | Afrique du Sud     | 1 - 0 | 1 - 3   |

### Détails des matchs
http://fr.fifa.com/worldcup/preliminaries/africa/index.html

## Troisième tour

### Tirage au sort
Le tirage au sort a eu lieu le 24 juin 2016 au Caire. Chaque équipe est répartie dans un chapeau en fonction de son classement FIFA. Les équipes sont réparties dans cinq groupes de quatre équipes. Chaque groupe contenant une équipe de chaque chapeau. Les équipes jouent un match aller et un match retour contre toutes les équipes de leur groupe. Le vainqueur de chaque groupe sera qualifié pour la Coupe du monde de la FIFA 2018 en Russie.
| Chapeau 1                                                             | Chapeau 2                                                       | Chapeau 3                                                                | Chapeau 4                                                             |
| --------------------------------------------------------------------- | --------------------------------------------------------------- | ------------------------------------------------------------------------ | --------------------------------------------------------------------- |
| Algérie (1er) Côte d'Ivoire (2e) Ghana (3e) Sénégal (4e) Tunisie (5e) | Cap-Vert (6e) Égypte (7e) RD Congo (8e) Nigeria (9e) Mali (10e) | Cameroun (11e) Afrique du Sud (12e) Guinée (13e) Gabon (14e) Congo (15e) | Ouganda (16e) Burkina Faso (17e) Zambie (18e) Maroc (19e) Libye (20e) |

En gras, les équipes qui ont joué la Coupe du monde 2014.

### Groupe A
| Rang | Équipe   | Pts | J | G | N | P | Bp | Bc | Diff |  | Résultats (▼ dom., ► ext.) |     |     |     |     |
| ---- | -------- | --- | - | - | - | - | -- | -- | ---- |  | -------------------------- | --- | --- | --- | --- |
| 1    | Tunisie  | 14  | 6 | 4 | 2 | 0 | 11 | 4  | +7   |  | Tunisie                    |     | 2-1 | 0-0 | 2-0 |
| 2    | RD Congo | 13  | 6 | 4 | 1 | 1 | 14 | 7  | +7   |  | RD Congo                   | 2-2 |     | 4-0 | 3-1 |
| 3    | Libye    | 4   | 6 | 1 | 1 | 4 | 4  | 10 | -6   |  | Libye                      | 0-1 | 1-2 |     | 1-0 |
| 4    | Guinée   | 3   | 6 | 1 | 0 | 5 | 6  | 14 | -8   |  | Guinée                     | 1-4 | 1-2 | 3-2 |     |

### Groupe B
| Rang | Équipe   | Pts | J | G | N | P | Bp | Bc | Diff |  | Résultats (▼ dom., ► ext.) |     |     |     |     |
| ---- | -------- | --- | - | - | - | - | -- | -- | ---- |  | -------------------------- | --- | --- | --- | --- |
| 1    | Nigeria  | 13  | 6 | 4 | 1 | 1 | 11 | 6  | +5   |  | Nigeria                    |     | 1-0 | 4-0 | 3-1 |
| 2    | Zambie   | 8   | 6 | 2 | 2 | 2 | 8  | 7  | +1   |  | Zambie                     | 1-2 |     | 2-2 | 3-1 |
| 3    | Cameroun | 7   | 6 | 1 | 4 | 1 | 7  | 9  | -2   |  | Cameroun                   | 1-1 | 1-1 |     | 2-0 |
| 4    | Algérie  | 4   | 6 | 1 | 1 | 4 | 6  | 10 | -4   |  | Algérie                    | 3-0 | 0-1 | 1-1 |     |

### Groupe C
| Rang | Équipe        | Pts | J | G | N | P | Bp | Bc | Diff |  | Résultats (▼ dom., ► ext.) |     |     |     |     |
| ---- | ------------- | --- | - | - | - | - | -- | -- | ---- |  | -------------------------- | --- | --- | --- | --- |
| 1    | Maroc         | 12  | 6 | 3 | 3 | 0 | 11 | 0  | +11  |  | Maroc                      |     | 0-0 | 3-0 | 6-0 |
| 2    | Côte d'Ivoire | 8   | 6 | 2 | 2 | 2 | 7  | 5  | +2   |  | Côte d'Ivoire              | 0-2 |     | 1-2 | 3-1 |
| 3    | Gabon         | 6   | 6 | 1 | 3 | 2 | 2  | 7  | -5   |  | Gabon                      | 0-0 | 0-3 |     | 0-0 |
| 4    | Mali          | 4   | 6 | 0 | 4 | 2 | 1  | 9  | -8   |  | Mali                       | 0-0 | 0-0 | 0-0 |     |

### Groupe D
| Rang | Équipe         | Pts | J | G | N | P | Bp | Bc | Diff |  | Résultats (▼ dom., ► ext.) |     |     |     |     |
| ---- | -------------- | --- | - | - | - | - | -- | -- | ---- |  | -------------------------- | --- | --- | --- | --- |
| 1    | Sénégal        | 14  | 6 | 4 | 2 | 0 | 10 | 3  | +7   |  | Sénégal                    |     | 0-0 | 2-0 | 2-1 |
| 2    | Burkina Faso   | 9   | 6 | 2 | 3 | 1 | 10 | 6  | +4   |  | Burkina Faso               | 2-2 |     | 4-0 | 1-1 |
| 3    | Cap-Vert       | 6   | 6 | 2 | 0 | 4 | 4  | 12 | -8   |  | Cap-Vert                   | 0-2 | 0-2 |     | 2-1 |
| 4    | Afrique du Sud | 4   | 6 | 1 | 1 | 4 | 7  | 10 | -3   |  | Afrique du Sud             | 0-2 | 3-1 | 1-2 |     |

### Groupe E
| Rang | Équipe  | Pts | J | G | N | P | Bp | Bc | Diff |  | Résultats (▼ dom., ► ext.) |     |     |     |     |
| ---- | ------- | --- | - | - | - | - | -- | -- | ---- |  | -------------------------- | --- | --- | --- | --- |
| 1    | Égypte  | 13  | 6 | 4 | 1 | 1 | 8  | 4  | +4   |  | Égypte                     |     | 1-0 | 2-0 | 2-1 |
| 2    | Ouganda | 9   | 6 | 2 | 3 | 1 | 3  | 2  | +1   |  | Ouganda                    | 1-0 |     | 0-0 | 1-0 |
| 3    | Ghana   | 7   | 6 | 1 | 4 | 1 | 7  | 5  | +2   |  | Ghana                      | 1-1 | 0-0 |     | 1-1 |
| 4    | Congo   | 2   | 6 | 0 | 2 | 4 | 5  | 12 | -7   |  | Congo                      | 1-2 | 1-1 | 1-5 |     |

## Liste des 5 qualifiés pour la phase finale
| Équipe  | Raison              | Date de qualification |
| ------- | ------------------- | --------------------- |
| Tunisie | Premier du groupe A | 11 novembre 2017      |
| Nigeria | Premier du groupe B | 7 octobre 2017        |
| Maroc   | Premier du groupe C | 11 novembre 2017      |
| Sénégal | Premier du groupe D | 10 novembre 2017      |
| Égypte  | Premier du groupe E | 8 octobre 2017        |